# Slavoljub Srnić
Slavoljub Srnić (Šabac, Serbia, 12 de enero de 1992) es un futbolista serbio. Juega como centrocampista y su equipo es el AEL Limassol de la Primera División de Chipre.

## Trayectoria
Se formó en las categorías inferiores del Estrella Roja con el que hizo su debut en 2010 y más tarde, militó en varios equipos de la Superliga de Serbia como el Sopot y el Cukaricki, además de disfrutar de tres convocatorias con la selección sub-21 de Serbia (2 goles) y de tres encuentros de la Liga de Campeones.
El 31 de enero de 2019 se incorporó a la U. D. Las Palmas de la Segunda División de España, firmando para lo que restaba de temporada y dos más.
En octubre de 2020 rescindió su contrato con el conjunto canario, regresando a final de año al Estrella Roja de Belgrado tras estar entrenando con el equipo desde hacía varias semanas. Esta tercera etapa en el club finalizó en 2023 para seguir con su carrera en el AEL Limassol chipriota.

## Palmarés

### Títulos nacionales
| Título              | Club                      | País   | Año  |
| ------------------- | ------------------------- | ------ | ---- |
| Copa de Serbia      | F. K. Čukarički           | Serbia | 2015 |
| Superliga de Serbia | Estrella Roja de Belgrado | Serbia | 2016 |
| Superliga de Serbia | Estrella Roja de Belgrado | Serbia | 2018 |
| Superliga de Serbia | Estrella Roja de Belgrado | Serbia | 2021 |
| Copa de Serbia      | Estrella Roja de Belgrado | Serbia | 2021 |
| Superliga de Serbia | Estrella Roja de Belgrado | Serbia | 2022 |
| Copa de Serbia      | Estrella Roja de Belgrado | Serbia | 2022 |
| Superliga de Serbia | Estrella Roja de Belgrado | Serbia | 2023 |
| Copa de Serbia      | Estrella Roja de Belgrado | Serbia | 2023 |